# Ȥ
Ȥ es una letra que se usaba en ediciones modernas del Alto alemán antiguo y del Alto alemán medio para distinguir entre ⟨ȥ⟩ /s/, ⟨z⟩ /t͡s/ y ⟨s⟩ /s̠/. No se hacía tal distinción en los manuscritos originales.

## Unicode
Esta ligadura se puede representar con los siguientes caracteres Unicode:
| Carácter      | Ȥ                                | Ȥ                                | ȥ                              | ȥ                              |
| ------------- | -------------------------------- | -------------------------------- | ------------------------------ | ------------------------------ |
| Unicode       | LATIN CAPITAL LETTER Z WITH HOOK | LATIN CAPITAL LETTER Z WITH HOOK | LATIN SMALL LETTER Z WITH HOOK | LATIN SMALL LETTER Z WITH HOOK |
| Codificación  | decimal                          | hex                              | decimal                        | hex                            |
| Unicode       | 548                              | U+0224                           | 549                            | U+0225                         |
| UTF-8         | 200 164                          | C8 A4                            | 200 165                        | C8 A5                          |
| Ref. numérica | &#548;                           | &#x224;                          | &#549;                         | &#x225;                        |